# Berlin (TV-serie)
Berlin (spanska: Berlín) är en spansk action- och dramaserie som hade premiär den 29 december 2023 på strömningstjänsten Netflix. Serien består av 8 avsnitt och är skapad av Esther Martínez Lobato och Álex Pina som också medverkat i skrivandet av manus. Serien är en prequel till TV-serien La casa de papel från 2017.

## Handling
Serien utspelar innan händelserna i La casa de papel och kretsar kring Berlin, som samlar ett gäng mästertjuvar i Paris för att planera en av hans mest ambitiösa rån någonsin, nämligen att stjäla 44 miljoner euro på en eftermiddag.

## Rollista (i urval)
- Pedro Alonso – Andrés de Fonollosa Gonzalves alias Berlin
- Michelle Jenner – Kelia
- Tristán Ulloa – Damián
- Begoña Vargas – Cameron
- Julio Peña – Roi
- Joel Sánchez – Bruce